# Harasztos
Harasztos (románul Călărași, korábban Hărăstaș, németül Wahldorf) falu Romániában, Kolozs megyében, az azonos nevű község központja.

## Fekvése

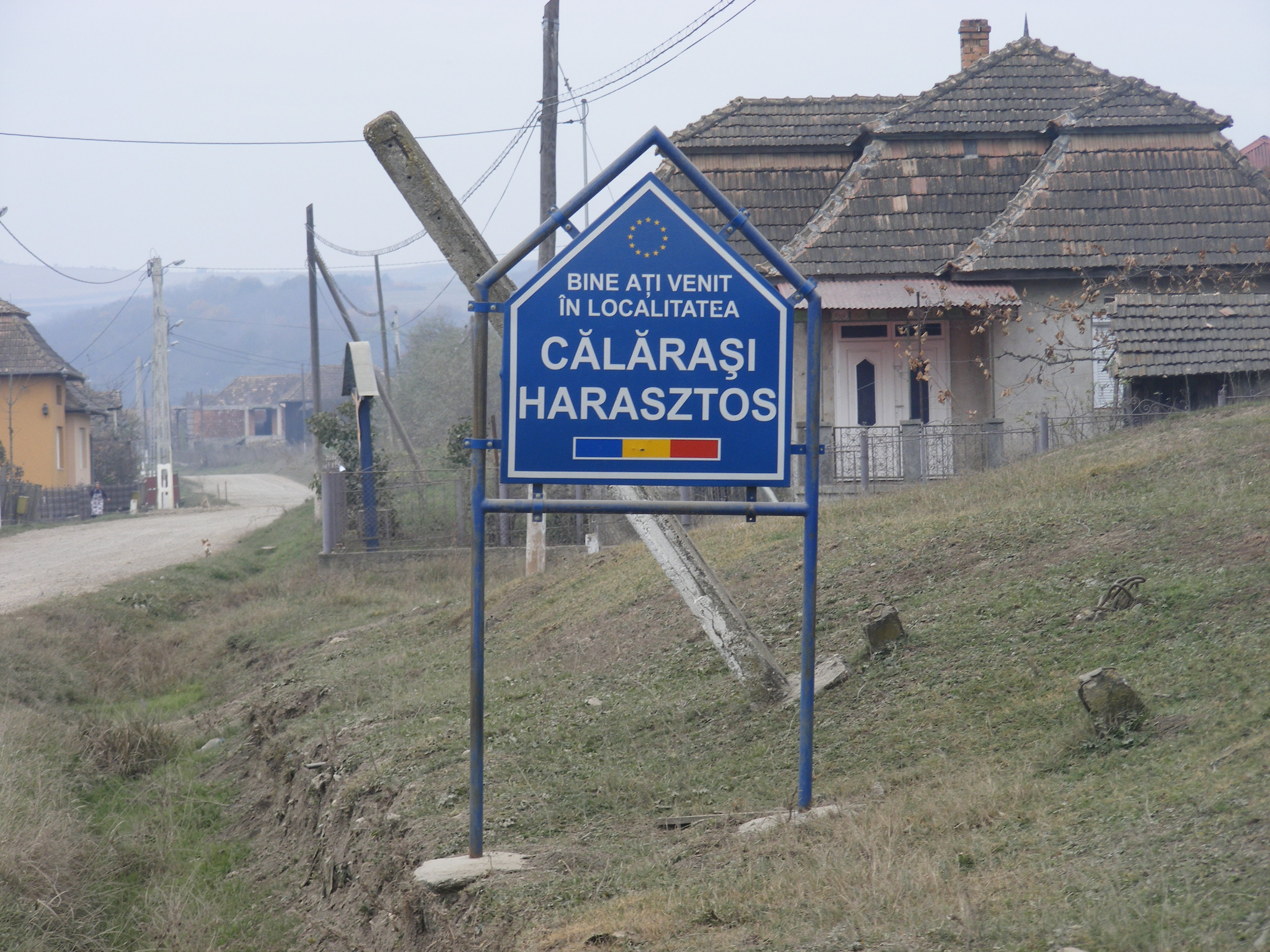
A falu bejárata

Tordától 11 km-re délkeletre, a Keresztesmező síkság keleti felében, a Tóhely-völgyének északról érkező patakja mellett fekszik.

## Nevének eredete
Neve a régi magyar kocsányos tölgy értelmű haraszt főnévből ered. 1923-ban a falu hivatalos román nevét Hărăstașról Călărași-ra változtatták. Harasztos új román nevével (călăraș = határőr, lovas katona) az utókor, a románság számára jogorvoslásnak tűnő történelmi fejezetnek, az osztrák határőr-katonáskodásnak állít emléket. A harasztosiak a határőrezredbe való bevonásáról írott források nem tanúskodnak, ellenben két határneve, Komenda, illetve Rácsuj (lóbetanító hely) erre utalnak.

## Története
II. András király az Aranyos földjén lakó kézdi székelyek részére 1289-ben adott adománylevelében Harasztos neve nem szerepel, így feltehető, hogy az előbbi dátum és a pápai tizedjegyzék 1332-es éve között keletkezett. Ez utóbbi évben már Harastus néven emlegetik.
Székely lakosait Szászkézd vidékéről, Szászmedgyesről és Százhalomról telepítették Aranyos vidékére, a helyet felszabadítva a szász telepeseknek. Az előbb emlegetett két település két székely nemzetség, a Meggyes és a Halam szállásterülete lehetett. Áttelepülésükkor ugyancsak nemzetségek szerint települtek le. Ezért nevezik ma Harasztos két, völgybe felnyúló falurészét Meggyesnek, illetve Halamnak.
Kissé ellentmondásos a falu további története, ugyanis első temploma, jóval a két patak egyesülése után, a Palás hegy egyik előfokán, a Pusztatemplom nevű helyen állt. A templom helye feltételezi a település közelségét is. Ez a helynév ma is ismeretes, de a mostani falu kb. 2 km-rel fennebb található.
Az egykori falu lakosai a reformáció idején reformátusokká lettek templomukkal együtt. A régi templom a fennmaradt adatok szerint még 1754-ben is fennállt. A kuruc háborúk idején leégett, s újat már a mai faluban építettek helyette. Az 1860-as években Orbán Balázs még látta a régi templom alapjait. Egy évtizeddel később, a vasút építésekor, töltésnek elhordták.
Harasztos a szabad székelyek által használt földjét Bethlen Gábor Litteráti Balázsnak és nejének, Földvári Zsófiának adományozta. Ezen úri birtok járt később kézről kézre. Előbb a Felvinczik, majd az Orbánok, a Thoroczkaik, végül a Zeykek kezére ment át.
A mostani református temploma 1700-ban, az ellenreformáció korában épült, ezért kapott helyet az akkori falu szélén. Harasztos földesurai az 1700-as évek elején Székelylengyelfalváról származtak Harasztosra. Ez volt az Orbán család. E család több királybírát is adott Aranyosszéknek. Katolikusok lévén, ők alapították újra a katolikus egyházat, és építették fel Harasztoson 1783-ban a két völgy közötti magaslaton a templomot. A báró Orbán Elek tulajdonába került az egykori Szabadföld (a mai Tankodrom), és ettől kissé keletre az Orbán-láb. Az Orbánok, földjeik megmunkálására, helyben, a szabad székelyek között munkaerőt nem találtak, és ezért vallásukhoz közel álló, görögkatolikus románokat telepítettek a faluba. Az új betelepülők az egykori Orbán-kastély környékén, a falu délkeleti részén kaptak helyet. Ezt ma is Román utcának hívják.
1815-ben azonban az új templom is leégett, 1818-ban állították helyre.
1910-ben 1936 lakosából 1361 magyar, 570 román. A trianoni békeszerződésig Torda-Aranyos vármegye Felvinci járásához tartozott. 1992-ben társközségeivel együtt 2754 lakosából 1708 román és 993 magyar volt.
Harasztos leggyakoribb családnevei, egy 1989-es felmérés szerint, gyakoriságuk csökkenő sorrendjében: Bartha, Széll, Horváth, Nagy, Király, Bárócz, Kiss, Szabó, Szász, Udvarhelyi.
1662 és 1848 között 18 harasztosi diák tanult az nagyenyedi Bethlen Gábor Kollégiumban.

## Híres emberek
- Itt tevékenykedett és hunyt el Murádin Lukács (1900–1963) római katolikus kántortanító.
- Itt tevékenykedett és hunyt el Basa Mihály (1900–1963)  református lelkész, esperes.
- Itt született Diószeghy Iván (1929–2006) színész, a nagybányai színház magyar tagozatának, valamint a Szatmári Állami Magyar Színháznak a megalapítója.
- Itt született 1930-ban Murádin László nyelvész.
- Itt született 1935-ben Nagy Enikő kolozsvári festő, iparművész.
- 1935–36-ban itt tanított Benczédi Sándor keramikus, szobrász.
- Itt született 1937-ben Murádin Jenő művészettörténész.
- Az 1970-es évek közepén itt tanított Tamás Gábor könnyűzene-énekes.

## Nevezetességek

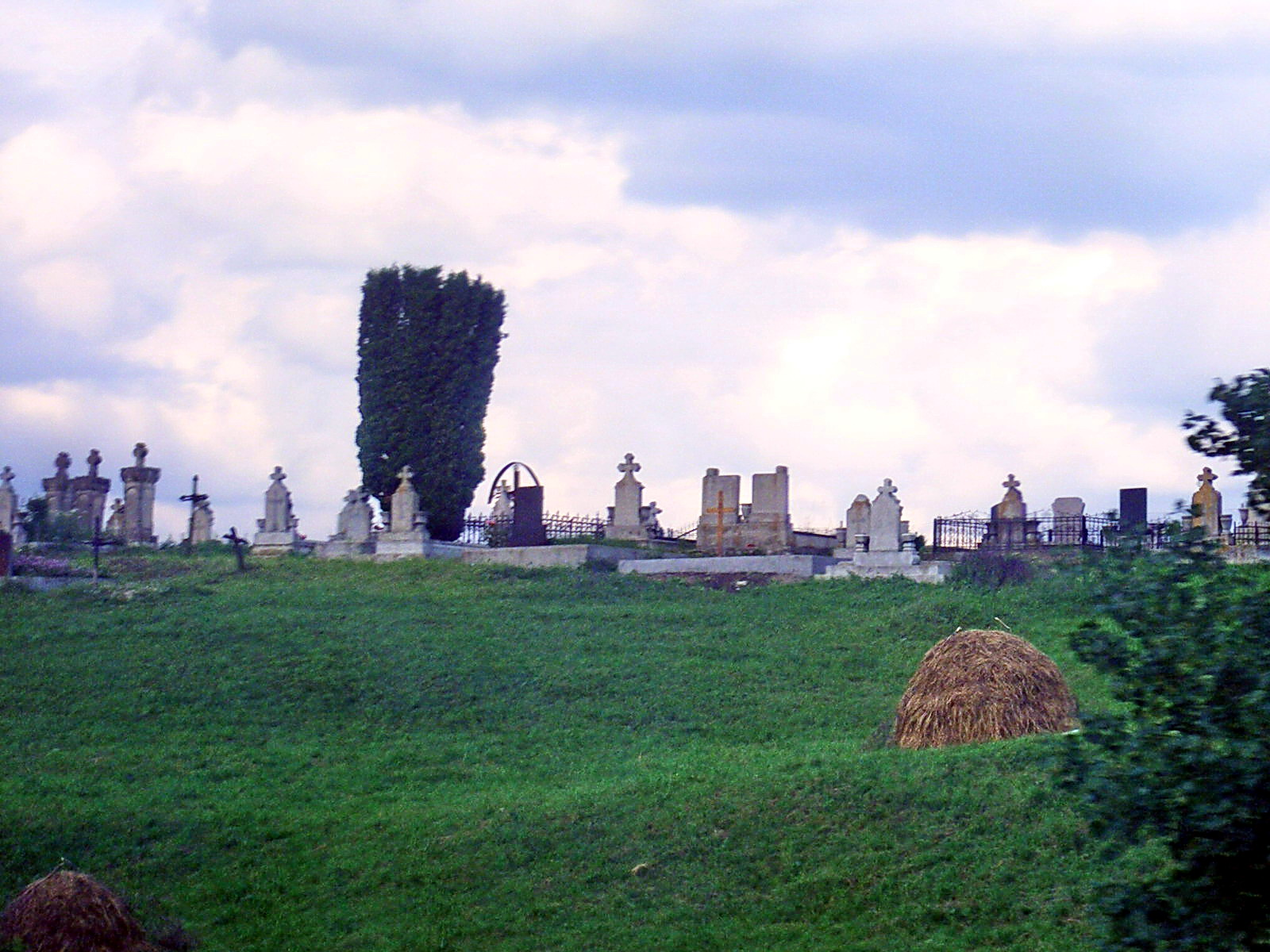
A harasztosi temető (részlet)

- Katolikus temploma 1770 és 1783 között épült, 1915-ben leégett.
- Református temploma 1815-ben leégett, 1818-ban állították helyre.
- Régi kastélyának nyoma (amely egykor az Orbán, majd a Toroczkay családé volt) fundamentumának helye az 1980-as évek végén még felismerhető volt a falu Puszta nevű helyén.
- II. világháborús honvéd emlékmű a református temetőben, állíttatott 1992-ben. 31 honvéd halt hősi halált Harasztos határában 1944 szeptemberében.
- A millennium évében (2000) felállították a református templom előtt az idegenben elesett, harasztosi származású világháborús katonák emlékművét. A kopjafát Bartha Árpád faragta, fő támogatója Széll Sándor.